# Кремер, Вернер
Ве́рнер «А́йя» Кре́мер (23 января 1940 — 12 февраля 2010) — немецкий футболист, который сыграл с 1963 по 1967 год за немецкую национальную сборную 13 международных матчей, отметился тремя голами.

## Клубная карьера

### «Дуйсбург»
Вернер Кремер был младшим братом Ганса Кремера, бывшего вингера «Шальке 04» и «Дуйсбурга» в 1951—1962 годах. Вернер начал заниматься футболом в 1946 году в «Лесорт Майдерих», откуда через год перешёл в молодёжную команду «Дуйсбурга». Кремер дебютировал во взрослом футболе в сезоне 1958/59, 8 Март 1959 года «Дуйсбург» со счётом 2:1 обыграл «Рот-Вайсс Эссен». Со следующего сезона он был игроком основы «Дуйсбурга» в Оберлиге Запад. В сезоне 1962/63 под руководством тренера Вилли Мултаупа команда заняла третье место, Кремер сыграл 28 матчей и забил 11 голов. Таким образом «Дуйсбург» был повышен в новосозданную Бундеслигу на 1963/64 сезон. Вернер Кремер сыграл 111 матчей с 1958 по 1963 год и забил 28 голов в Оберлиге Запад.
Наряду с Хельмутом Раном, Хайнцем Верстегом, Хайнцем Хехером и Хартмутом Хайдеманном Кремер сыграл свой первый матч в элите в день открытия Бундеслиги 24 августа 1963 года, «Дуйсбург» успешно начал, обыграв со счётом 4:1 «Карлсруэ». Тренер сборной Зепп Хербергер был очень впечатлён, увидев на «Вильдпарке» игру Кремера, Эйя открыл счёт на 29-й минуте и оформил дубль на 88-й, «Дуйсбургом» руководил тренер Руди Гутендорф. «Зебры» заняли второе место в чемпионате, уступив лишь «Кёльну». Кремер завершил сезон с 22 играми и 11 голами. В третьем сезоне, 1965/66, команду возглавил бывший тренер «Боруссия Дортмунд», Герман Эппенхофф, Кремер улучшил личную статистику до 29 игр и 13 голов. В Бундеслиге «Дуйсбург» финишировал на восьмом месте, зато команда вышла в финал кубка Германии. После победы над «Штутгартом», «Шальке 04», «Карлсруэ» и «Кайзерслаутерн» «зебры» 4 июня 1966 года во Франкфурте должны были сыграть против «Баварии». У «Дуйсбурга» была хорошая линия атаки, которую составляли Карл-Хайнц Рюль, Вернер Кремер, Рюдигер Мильке, Хайнц ван Харен и Хорст Гекс. «Бавария» потеряла концентрацию в заключительной стадии и проиграла со счётом 4:2. После 1966/67 сезона Кремер имел в активе 106 игр и 37 голов в Бундеслиге, в межсезонье он принял трансферное предложение «Гамбурга».

### «Гамбург»
В «Гамбурге» Кремер играл с такими футболистами, как Уве Зеелер, Вилли Шульц и Герт Дерфель нет, клуб занял лишь 13-е место в сезоне 1967/68, «Дуйсбург», в свою очередь, финишировал на седьмом месте. В Кубке обладателей кубков «Гамбург» дошёл до финала, 23 мая 1968 года в Роттердаме состоялся матч против «Милана». Несмотря на хорошо укомплектованую как для Бундеслиги линию атаки (Бернд и Герт Дерфели, Вернер Кремер, Уве Зеелер, Франц-Йозеф Хениг), у «Гамбурга» против «Милана» не было никаких шансов, итальянцы выиграли со счётом 2:0. Во второй год с «Гамбургом» Кремер дебютировал в Кубке ярмарок, где сыграл шесть матчей против «Меца», «Славия Прага» и «Хиберниана», в итоге Кремер с «Гамбургом» сыграл 15 матчей в еврокубках за два сезона. За два сезона Кремер сыграл 47 матчей в Бундеслиге и забил девять голов за «Гамбург», в сезоне 1969/70 он перешёл в «Бохум».

### «Бохум»
В «Бохуме» начиная с 1970 года он провёл два сезона в Региональной лиге Запад. Команда с тренером Германом Эппенхоффом, плеймейкером Эйя Кремером и ключевым нападающим Гансом Валицой выиграла лигу Запада, но в группе повышения уступила «Киккерс Оффенбах». В следующем сезоне «Бохум» снова уверенно выиграл лигу Запада, Кремер сыграл все восемь матчей группы повышения, из которых «Бохум» не выиграл лишь один, уступив со счётом 1:3 «Оснабрюку». В Региональной лиге Запад он выступал с 1969 по 1971 год и сыграл за «Бохум» в 63 матчах, забив девять голов.
Вернувшись в Бундеслигу, «Бохум» закончил сезон 1971/72 девятым, Кремер сыграл 28 матчей, отличившись двумя голами. Последний матч в Бундеслиге 33-летний Вернер Кремер сыграл 17 февраля 1973 года, «Бохум» со счётом 2:1 обыграл «Айнтрахт». После в общей сложности 192 матчей и 50 голов в Бундеслиге он закончил свою профессиональную карьеру в 1973 году.

## Национальная сборная
Тренер сборной Зепп Хербергер заметил Кремера в «Дуйсбурге» в сезоне 1961/62, тогда же он дебютировал за молодёжную сборную. Кремер впервые представлял свою страну на международном уровне 8 октября 1961 года, в Гельзенкирхене со счётом 5:0 молодёжная сборная Германии разгромила Польшу. Хербергер работал с Кремером в национальной сборной в течение почти двух лет. Он дебютировал за основную сборную вместе с Райнхардом Либудой и Вольфгангом Овератом 28 сентября 1963 года во Франкфурте в международном матче против Турции, немцы одержали победу со счётом 3:0. Два года спустя 1 сентября 1965 года он также сыграл один матч за вторую сборную против Советского Союза в Кёльне, ФРГ выиграла со счётом 3:0. Кремер произвёл своими игровыми качествами впечатление и на преемника Хербергера, Хельмута Шёна, который выпустил его на решающий отборочный матч чемпионата мира 26 сентябре в Стокгольме против Швеции. В Стокгольме он преуспел как бомбардир, выведя свою команду вперёд при счёте 1:1, победа над Швецией имела важное значение для успешного отбора на чемпионат мира по футболу 1966 года в Англии. На чемпионате мира он сыграл только 20 июля в Бирмингеме против Испании на правом фланге, ФРГ прошла дальше благодаря победе со счётом 2:1. Его 13-й и последний международный матч состоялся 22 марта 1967 года в Ганновере и завершился победой с минимальным счётом над Болгарией.

## Вне поля
После ухода из «Бохума» Вернер Кремер занял пост тренера «Везеля» из Лиги Нижнего Рейна. Позднее он работал токарем, спортивным инструктором, торговцем спортивными товарами, работником спортивного магазина и дуйсбургской компании по производству навесов и жалюзи.
В последние годы своей жизни Крамер нуждался в процедуре гемодиализа. В конце 2009 года обе ноги Кремера пришлось ампутировать выше колена из-за плохой циркуляции крови, последние пять месяцев своей жизни он провёл в больнице.